# Bryum septemvasale
Bryum septemvasale là một loài rêu trong họ Bryaceae. Loài này được G. Roth mô tả khoa học đầu tiên năm 1905.